# Rualena magnacava
Rualena magnacava är en spindelart som beskrevs av Chamberlin och Ivie 1942. Rualena magnacava ingår i släktet Rualena och familjen trattspindlar. Inga underarter finns listade i Catalogue of Life.